# Stefano Malinverni
Stefano Malinverni (* 14. Mai 1959 in Cinisello Balsamo; † 19. Juni 2024) war ein italienischer Leichtathlet, der sich auf den 400-Meter-Lauf spezialisiert hatte.
Sein größter Erfolg war der Gewinn der Bronzemedaille in der 4-mal-400-Meter-Staffel bei den Olympischen Spielen 1980 in Moskau. Die italienische Staffel in der Aufstellung Roberto Tozzi, Mauro Zuliani, Stefano Malinverni und Pietro Mennea erreichte das Ziel in 3:04,54 min hinter den Mannschaften der Sowjetunion (3:01,08 min) und der DDR (3:01,26 min). Malinverni startete in Moskau auch über 400 Meter, schied jedoch in der Viertelfinalrunde aus.
Seine besten Resultate als Einzelstarter erzielte Malinverni bei Halleneuropameisterschaften. 1979 in Wien holte er in 46,59 s die Silbermedaille hinter Karel Kolář, 1981 in Grenoble in 46,96 s die Bronzemedaille hinter Andreas Knebel und Martin Weppler. Außerdem wurde Malinverni fünfmal italienischer Meister im 400-Meter-Lauf (1978–1980 im Freien und 1979–1980 in der Halle).
Stefano Malinverni war 1,80 m groß und hatte ein Wettkampfgewicht von 73 kg.

## Bestleistungen
- 400 m: 46,09 s, 8. Juli 1981, Mailand